# 중국 FA 슈퍼컵
중국 FA컵 슈퍼컵은 1995년에 출범한 중국 축구 협회 주관으로 열리는 중화인민공화국의 클럽간 축구 대회이다.